# Haemaphysalis capricornis
Haemaphysalis capricornis este o specie de căpușe din genul Haemaphysalis, familia Ixodidae, descrisă de Harry Hoogstraal în anul 1966. Conform Catalogue of Life specia Haemaphysalis capricornis nu are subspecii cunoscute.